# Sandra Dee
Sandra Dee   (Bayonne, 23 d'abril de 1942 - Thousand Oaks, 20 de febrer de 2005), nascuda Alexandra Zuck, va ser una actriu i model estatunidenca.
Va iniciar la seva carrera com a model infantil, treballant primer en anuncis publicitaris i després en pel·lícules en la seva adolescència. Molt reconeguda per les seves interpretacions de noies ingènues, Dee va obtenir un Globus d'Or com a actriu revelació per la seva interpretació a Until They Sail de Robert Wise (1958) i es va convertir en una estrella adolescent per a les seves posteriors actuacions a Imitació de la vida i Gidget (totes dues el 1959).
A finals dels anys seixanta, la seva carrera professional va començar a declinar, i va ser més popular pel seu sonat matrimoni amb el cantant Bobby Darin el 1960 i el seu divorci al cap de 7 anys. Les seves actuacions a partir d'aquest moment van ser molt poc freqüents i els seus últims anys va tenir una salut feble. Va morir el 2005 a l'edat de 62 anys de complicacions derivades d'una malaltia renal, provocada per una anorèxia nerviosa que arrossegava durant anys.